# Oleg Arapi
Oleg Arapi (ur. 9 lipca 1958 w Borisoglebsku) – albański dyrygent i muzyk.

## Życiorys
Pochodzi z mieszanej rodziny albańsko-rosyjskiej. W wieku 9 lat rozpoczął naukę gry na fortepianie, potem także na gitarze i klarnecie. W 1988 ukończył studia z zakresu dyrygentury w Instytucie Sztuk w Tiranie (klasa Eno Koço i Rozmari Jorganxhi). Pracę dyplomową obronił występując z orkiestrą symfoniczną z Wlory. Studia kontynuował w latach 2004-2006 w Konserwatorium Moskiewskim w klasie dyrygentury symfoniczno-operowej pod kierunkiem prof. Leonida Nikołajewa.
W latach 1988–1992 pracował jako dyrygent orkiestry symfonicznej we Wlorze. W 1992 został mianowany dyrektorem Pałacu Kultury Laberia we Wlorze, a od 1994 pracował z zespołem estradowym. W tym czasie pełnił funkcję dyrektora zespołu folklorystycznego Iliria. Wraz z nim został wyróżniony w 1996, na festiwalu w izraelskim Netanja. W latach 1997–1998 współpracował z Państwowym Zespołem Pieśni i Tańca w Tiranie, a ostatnio z orkiestrą Albańskiego Radia i Telewizji jako dyrygent i dyrektor artystyczny.
18 lutego 2011 wystąpił wraz z orkiestrą Filharmonii Lubelskiej. Kierowana przez niego orkiestra zagrała m.in. Uwerturę z filmu Liri a vdekje.

## Odznaczenia
- Brązowy Medal „Zasłużony Kulturze Gloria Artis” (Polska, 2017)[2]